# پلاف (ناحیه چسکه بودیوویتسه)
پلاف (به چکی: Plav) یک منطقهٔ مسکونی در جمهوری چک است که در شهرستان چسکه بودیوویتسه واقع شده‌است. پلاف ۵٫۱۰ کیلومتر مربع مساحت و ۳۷۱ نفر جمعیت دارد و ۴۰۶ متر بالاتر از سطح دریا واقع شده‌است.